# Wedding Cake Rock

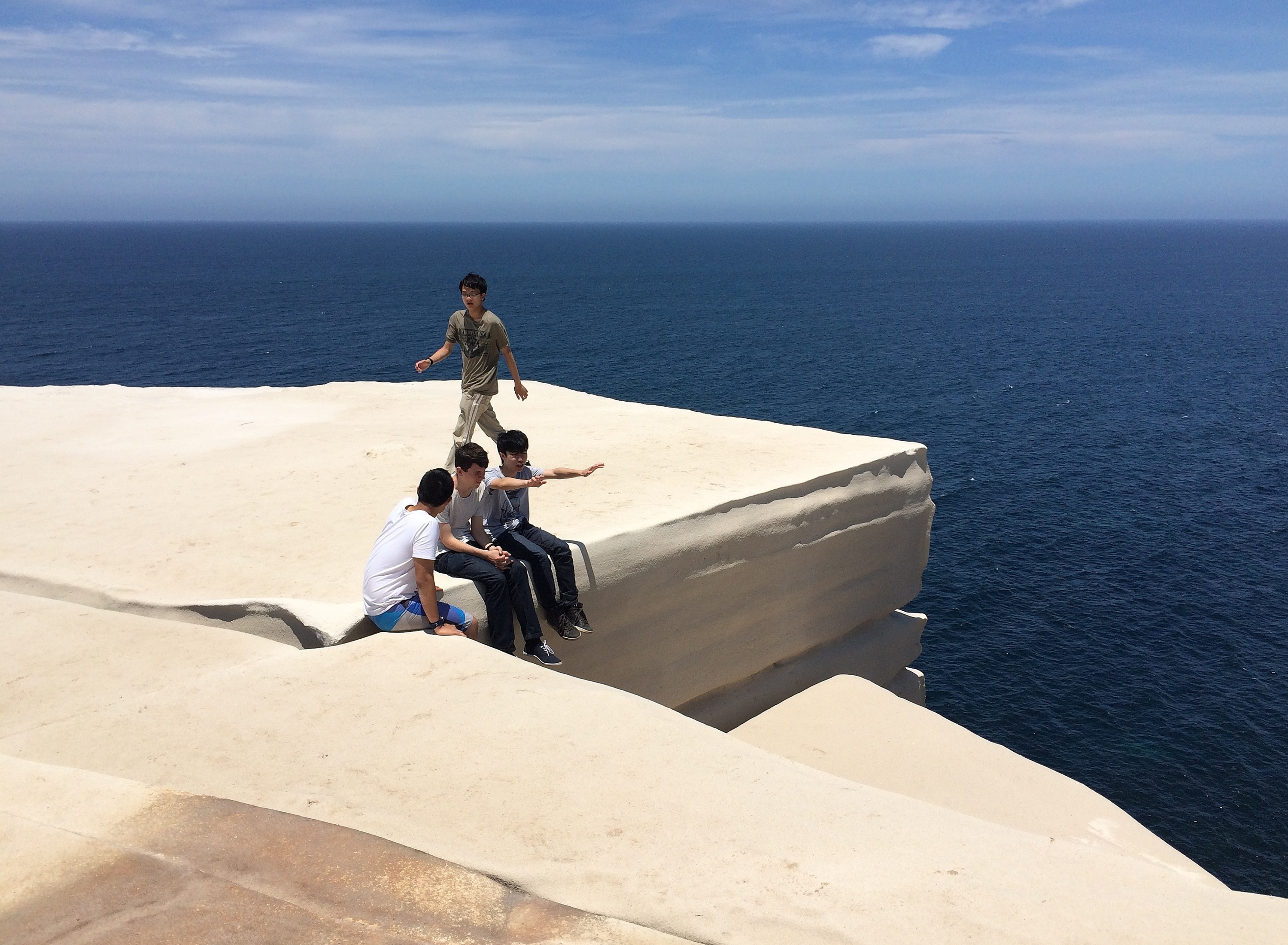
Turyści na klifie w grudniu 2014 przed jego zamknięciem dla zwiedzających

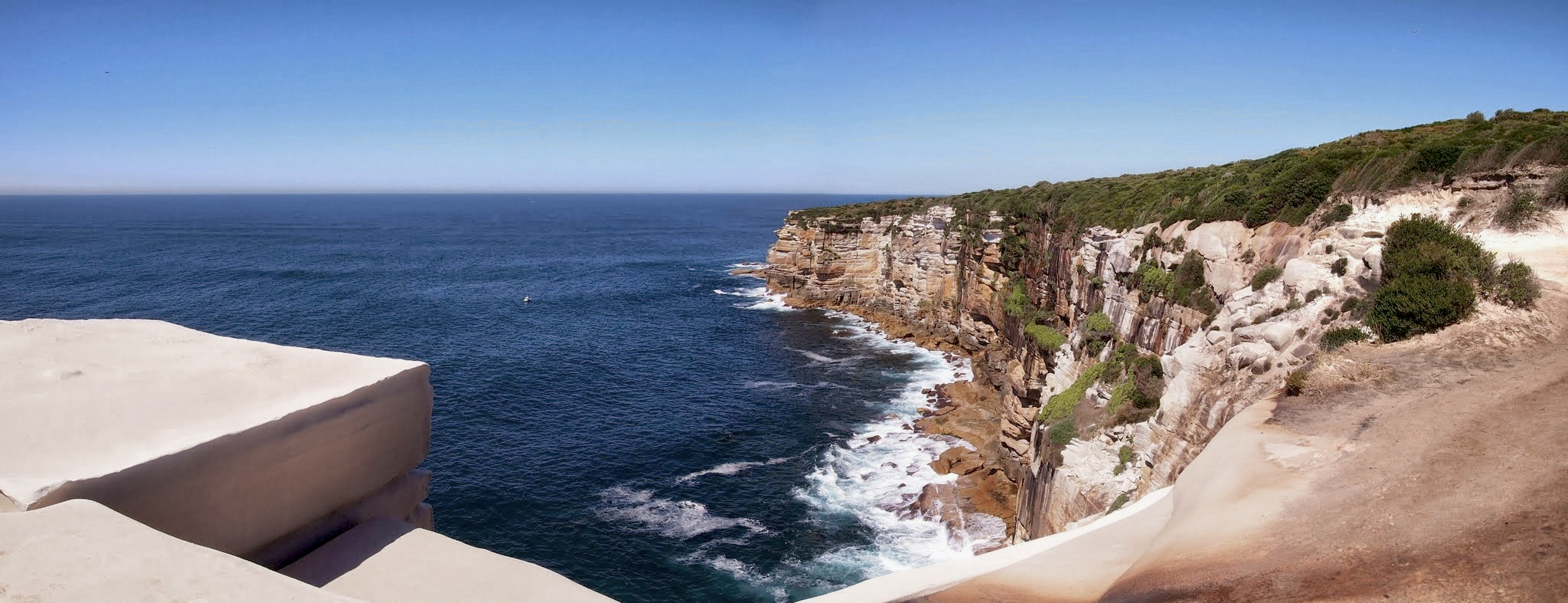
Panorama rozciągająca się z klifu

Wedding Cake Rock lub White Rock – klifowa formacja skalna zbudowana z piaskowców, zlokalizowana w Royal National Park koło Bundeeny w Nowej Południowej Walii. Górna krawędź klifu wznosi się ponad 25 metrów nad poziomem morza. Skała jest znana z pięknych widoków, jest popularna wśród turystów pieszych.

## Opis
Wedding Cake Rock zawdzięcza nazwę swojemu wyglądowi – z daleka wygląda ona jak piętro tortu weselnego, głównie ze względu na swój śnieżnobiały kolor oraz nienaturalnie prostokątny kształt, który zawdzięcza milionom lat erozji. Formacja jest jedną z wielu dzieł natury stworzonych z piaskowca na terenie Royal National Park, po drugiej stronie miejscowości Bundeena znajduje się „balkon”, który przypomina bocianie gniazdo. Przed zamknięciem parku turyści często byli informowani, żeby nie zbliżać się do krawędzi klifu, ponieważ ze względu na jego płaskość wiatry osiągały bardzo niebezpieczne prędkości, co groziło strąceniem turystów do morza. Klif znajduje się na trasie Szlaku Wybrzeża Królewskiego Parku Narodowego, który przebiega przez całą długość wybrzeża parku.

## Historia najnowsza
Przypadki śmierci oraz wypadków na klifie były rzadkie, ale wypadek francuskiego studenta z 2014 roku rozpoczął poważną dyskusję w Australii, ponieważ uległ on wypadkowi nie ze względu na własną brawurę, a z powodu zawalenia się kawałka ściany klifu.

### Zamknięcie dla zwiedzających

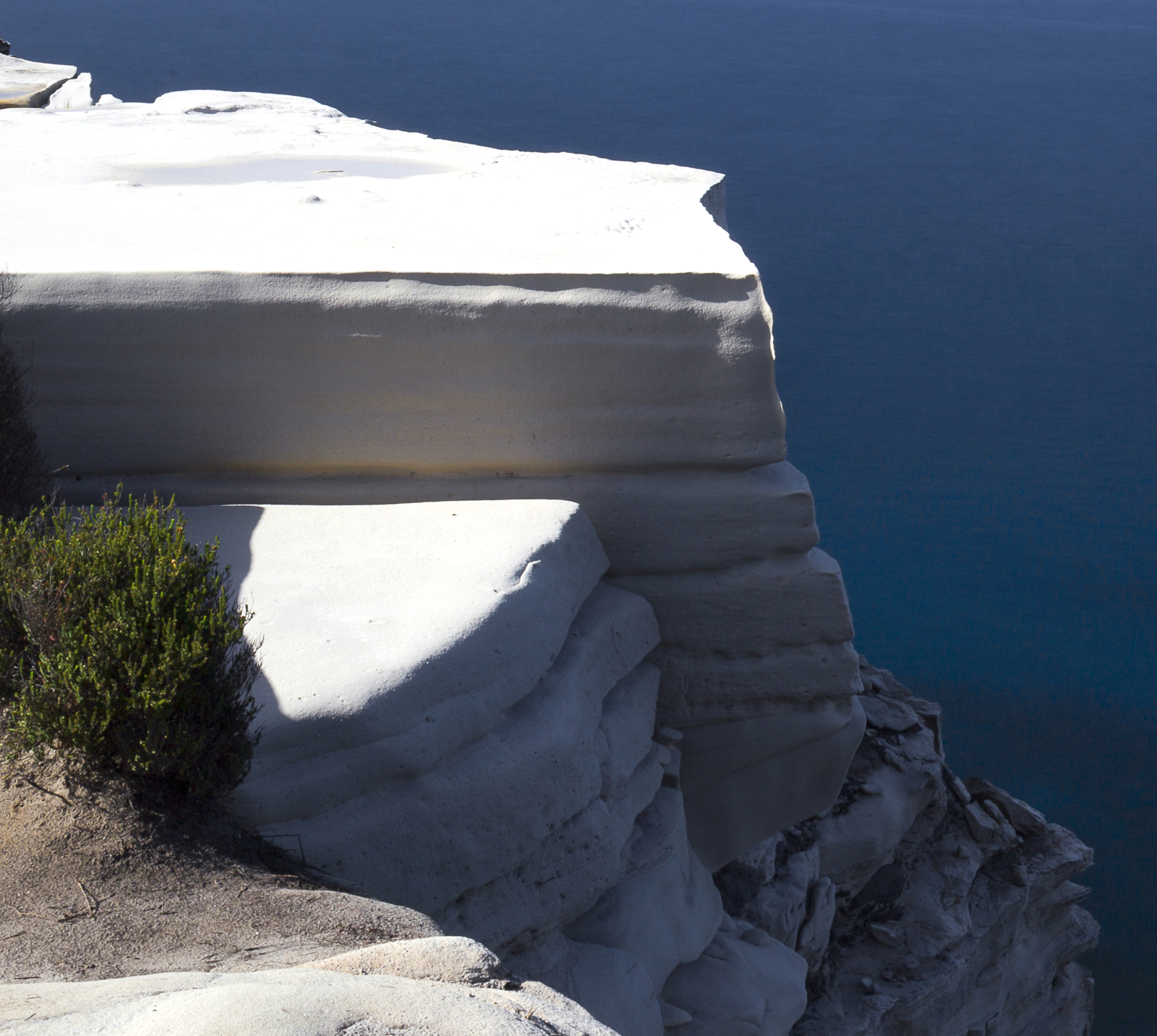
Widok na skałę z południa – zdjęcie wykonane w maju 2016 roku, ukazujące zachodzącą erozję u spodu klifu

Na początku 2015 roku nastąpiło ogromne zwiększenie zainteresowania turystów klifem Wedding Cake Rock. National Parks and Wildlife Service (NPWS) odnotowało między 2014 roku a pierwszym kwartałem 2015 roku wzrost z około 2000 do ponad 10 000 turystów miesięcznie. Za główną przyczynę tego zjawiska uważa się publikowanie przez turystów w serwisie społecznościowym Instagram zdjęć z odwiedzin skały.
Wzrost popularności stał się powodem dla NPWS, żeby rozpocząć kontrole oraz podnieść poziom bezpieczeństwa w okolicach formacji. Badania geologiczne przeprowadzone przez NPWS dowiodły, że skała nie jest stabilna oraz że jest zagrożeniem dla osób, które ją odwiedzają. Po opublikowaniu raportu z badania, formacja została zamknięta dla zwiedzających.
Zamknięcie skały nie zmniejszyło zainteresowania turystów klifem, więc NPWS było zmuszone do wprowadzenia mandatu w wysokości 300 dolarów australijskich w marcu 2016 roku. To również nie przyniosło rezultatu, a wizyty turystów doprowadziły do kolejnych 30 wypadków, co skłoniło NPWS do współpracy z policją Sydney w celu rozpoczęcia patrolowania okolic skały. Do lipca 2018 roku zostało wystawionych prawie 80 mandatów.
W budżecie Nowej Południowej Walii na lata 2017–2021 uwzględniono 9 milionów dolarów australijskich z przeznaczeniem na zabezpieczenie skały oraz doprowadzenie jej do stanu, który umożliwi ponowne jej otwarcie dla turystów i zwiedzających w ciągu 4 najbliższych lat.